# جادوگران محله ویورلی: فیلم
جادوگران محلهٔ ویورلی: فیلم (به انگلیسی: Wizards of Waverly Place: The Movie) یک تله‌فیلم کمدی-درام و خیال‌پردازانه مخصوص جوانان، محصول سال ۲۰۰۹ آمریکا است.

این فیلم برگرفته و دنباله سریال شبکه دیزنی، جادوگران محله ویورلی است .

## داستان
خانواده روسو، برای تعطیلات آخر هفته قصد رفتن یک سفر خانوادگی به جزایر کارائیب را دارند، جایی که پدر و مادر خانواده، برای اولین بار یکدیگر را میبینند و جادوگر جوان و لجباز خانواده روسو، الکس (سلنا گومز)، تمایلی به این سفر ندارد.

قبل از رفتن به سفر، پدر (دیوید دی لوئیس) چوب دستی جادویی‌های آنان را می‌گیرد و از آن‌ها میخواهد تا در این سفر هیچ جادویی در کار نباشد اما جاستین (دیوید هنری) پنهانی چوب خانوادگی را با خود به همراه می آورد.

پس از رسیدن به جزیره پسری جذاب به نام خاویر (اگزویه انریکه تورس) توجه الکس را جلب می‌کند و پس از مدتی وقت گذراندن با یکدیگر، خاویر از الکس دعوت می‌کند تا در یک پارتی با او شرکت کند اما مادر الکس (ماریا کانالز باررا) به وی چنین اجازه ای نمی‌دهد.الکس مادرش را طلسم می‌کند تا به وی اجازه رفتن را بدهد اما چون بدون چوب دستی انجام می‌دهد تأثیر کافی نداشت.

الکس که می فهمد جاستین چوب خانوادگی را با خود به همراه آورده، چوب را از او قرض میگیرد تا طلسم را انجام دهد اما قبل از اجرای طلسم مادرش میفهمد و جلوی او را می‌گیرد.الکس نیز عصبانی می‌شود و همانطور که چوب دستی را در دست داشت، ناخواسته آرزو می‌کند که پدر و مادرش هرگز یکدیگر را نمیدیدند و چوب دستی قدرتمند، آرزوی او را بر آورده می‌کند.همین اشتباه باعث شد تا زندگی پدر و مادرش به دوره ای برگردد که هرگز یکدیگر را ندیده بودند و اکنون فرزندان خود را نیز نمی‌شناختند.
حالا الکس باید به کمک برادرش جاستین، سنگ آرزوها را پیدا کند و طلسم را برگرداند.

## بازیگران
- سلنا گومز در نقش الکس روسو، دختر خانواده روسو، فرزند وسط، لجباز و سرکش و تنبل است و اغلب دردسرساز
- دیوید هنری در نقش جاستین روسو، بزرگترین فرزند خانواده روسو، مسئولیت پذیر، باهوش و صاحب چوب دستی خانوادگی و کتاب طلسم‌های ممنوعه
- جیک تی. آستین در نقش مکس روسو، کوچکترین فرزند خانواده روسو، عاشق اسکیت و اهل کمی شیطنت
- ماریا کانالز باررا در نقش تِرِسا روسو یک مادر جدی، آمریکایی-مکزیکی و برخلاف فرزندان خود یک انسان بدون جادو
- دیوید دی لوئیس در نقش جری روسو، پدر خانواده، یک جادوگر سابق
- جنیفر استون در نقش هارپر فینکل، بهترین دوست الکس، یک نوجوان معمولی، یک دانش آموز سخت کوش و نسبتاً مثبت
- استیو ولنتاین در نقش آرچی، جادوگر سابق، شعبده باز ناشی و راهنمای سفر
- اگزویه انریکه تورس در نقش خاویر، پسر جذاب، دوست الکس و متصدی بار
- جنیفر آلدن در نقش جیزل، جادوگر فرصت طلب، تبدیل شده به طوطی و به ظاهر دوست آرچی

## جوایز و نامزد ها
| سال  | جایزه                                | دسته بندی                                         | دریافت کننده               | نتیجه    |
| ---- | ------------------------------------ | ------------------------------------------------- | -------------------------- | -------- |
| 2010 | جایزه گولدن ریل (چرخ طلایی)          | بهترین تدوین صدا: بلند فرم صدا و فولی در تلویزیون | جادوگران محله ویورلی: فیلم | نامزدشده |
| 2010 | جایزه ایمجن (تصور)                   | بهترین بازیگر زن/تلویزیون                         | سلنا گومز                  | نامزدشده |
| 2010 | جایزه ایمجن (تصور)                   | بهترین بازیگر نقش مکمل زن/تلویزیون                | ماریا کانالز باررا         | برنده    |
| 2010 | جایزه ایمجن (تصور)                   | بهترین برنامه کودکان                              | جادوگران محله ویورلی: فیلم | نامزدشده |
| 2010 | جایزه ایمیج                          | برجسته‌ترین برنامه کودک                            | جادوگران محله ویورلی: فیلم | نامزدشده |
| 2010 | شصت و دومین جوایز امی ساعات پربیننده | برجسته‌ترین برنامه کودک                            | جادوگران محله ویورلی: فیلم | برنده    |

## جستار های وابسته
- فهرست فیلم‌های اختصاصی شبکه دیزنی
- جادوگران محله ویورلی